# Andor (serie televisiva)
Andor (nota anche come Star Wars: Andor) è una serie televisiva statunitense ideata da Tony Gilroy e prodotta da Lucasfilm. È stata distribuita sulla piattaforma streaming Disney+ dal 21 settembre 2022 al 13 maggio 2025.
È la quarta serie televisiva live action ambientata nell'universo di Guerre stellari. La serie è il prequel del film spin-off Rogue One, ed è ambientata quattro anni prima delle vicende del film. Il protagonista è Cassian Andor, una spia ribelle. I produttori esecutivi sono Diego Luna e Tony Gilroy.
La prima stagione, composta da dodici episodi, è stata accolta positivamente da critica e pubblico che ne ha elogiato la sceneggiatura, la regia, la recitazione, le sequenze d'azione, la colonna sonora e il tono più cupo e maturo rispetto ai precedenti progetti di Guerre stellari.
Ancora prima dell'uscita della prima stagione era già entrata in produzione una seconda stagione, anch'essa composta da dodici episodi, le cui riprese sono iniziate nell'autunno del 2022, al termine della quale la serie viene portata direttamente agli eventi di Rogue One. La seconda stagione è stata rilasciata il 22 aprile 2025 negli Stati Uniti e il 23 aprile 2025 in Italia.

## Trama
La serie serve da prequel agli eventi di Rogue One: A Star Wars Story, introducendo la spia ribelle Cassian Andor durante gli anni della formazione dell'Alleanza Ribelle per contrastare il potere dell'Impero Galattico.

## Episodi
| Stagione         | Episodi | Pubblicazione |
| ---------------- | ------- | ------------- |
| Prima stagione   | 12      | 2022          |
| Seconda stagione | 12      | 2025          |

## Personaggi e interpreti

### Personaggi principali
- Cassian Andor (stagioni 1-2), interpretato da Diego Luna, doppiato da Francesco Venditti. Antonio Viña invece interpreta Cassian da bambino (accreditato come Kassa).[9]
Un ladro il cui pianeta natale, Kenari, è stato distrutto dall'Impero per colpa di un progetto minerario mal riuscito. Gilroy lo ha descritto come "una persona inizialmente cinica e antirivoluzionaria, che poi diventerà la più appassionata della galassia" in Rogue One, e ha aggiunto che "è un leader naturale che manipola le persone, nonché un perfetto insieme di guerriero, spia ed assassino".[7][8]
- Luthen Rael (stagioni 1-2), interpretato da Stellan Skarsgård, doppiato da Rodolfo Bianchi.
Il contatto del mercato nero di Caleen, nonché uno dei capi fondatori dell'Alleanza Ribelle. Assume Cassian nella sua prima missione come agente ribelle. Luthen si presenta in pubblico come un eccentrico antiquario di Coruscant.[10][11]
- Mon Mothma (stagioni 1-2), interpretata da Genevieve O'Reilly, doppiata da Sabrina Duranti.
Una ex senatrice della Repubblica, ed ora un membro del Senato Imperiale. Proviene dal ricco mondo centrale di Chandrilla, che cerca di destreggiarsi nella politica dell'Impero contribuendo segretamente a finanziare Luthen e la sua rete di ribelli.[8]
- Bix Caleen (stagioni 1-2), interpretata da Adria Arjona, doppiata da Eva Padoan.
Una riparatrice e trafficante al mercato nero alleata e amica di Cassian.[8]
- Syril Karn (stagioni 1-2), interpretato da Kyle Soller, doppiato da Lorenzo De Angelis.
Vice ispettore della corporazione Pre-Mor, un'organizzazione di sicurezza che lavora per l'Impero, determinato a catturare Cassian dopo che ha ucciso due impiegati di sicurezza della Pre-Mor.[9] Soller ha descritto il suo personaggio come "dotato di un estremo senso del bisogno di impressionare e riempire il vuoto che c'è in se stesso. E quindi si tratta davvero di scalare qualunque campo si trovi. Il campo che ha scelto è quello della restrizione, del controllo totale e del dominio".[12][13]
- Dedra Meero (stagioni 1-2), interpretata da Denise Gough, doppiata da Perla Liberatori.
Supervisore ambiziosa e strategica dell'Ufficio di sicurezza Imperiale che dà la caccia a Cassian e agli altri ribelli.[14][15]
- Maarva Andor (stagione 1), interpretata da Fiona Shaw, doppiata da Mirta Pepe.
Madre adottiva di Cassian, che lo ha salvato da Kenari con Clem.[9]
- Vel Sartha (stagioni 1-2), interpretata da Faye Marsay, doppiata da Maria Letizia Scifoni.
Leader dei Ribelli sul pianeta Aldhani e cugina di Mothma.[9]
- Cinta Kaz (stagioni 1-2), interpretata da Varada Sethu, doppiata da Ludovica Bebi.
Una ribelle su Aldhani, medico e guaritore avendo precedentemente perso la sua famiglia a causa dell’occupazione imperiale. È coinvolta in una relazione con Vel Sartha.
- Kleya Marki (stagioni 1-2), interpretata da Elizabeth Dulau, doppiata da Chiara Oliviero.
L'assistente di Luthen nel suo negozio di antiquariato e parte fondamentale della sua cerchia ribelle, gestendo le comunicazioni segrete per lui.[9]
- Orson Krennic (stagione 2), interpretato da Ben Mendelsohn, doppiato da Stefano Benassi.
Direttore della ricerca sulle armi avanzate per l'Impero Galattico.[9]
- K-2SO (stagione 2), doppiato in lingua originale da Alan Tudyk, doppiato in lingua italiana da Christian Iansante.
Droide di sicurezza imperiale riprogrammato da Cassian per prestare servizio nella Ribellione. Tudyk riprende il suo ruolo da Rogue One.[16]

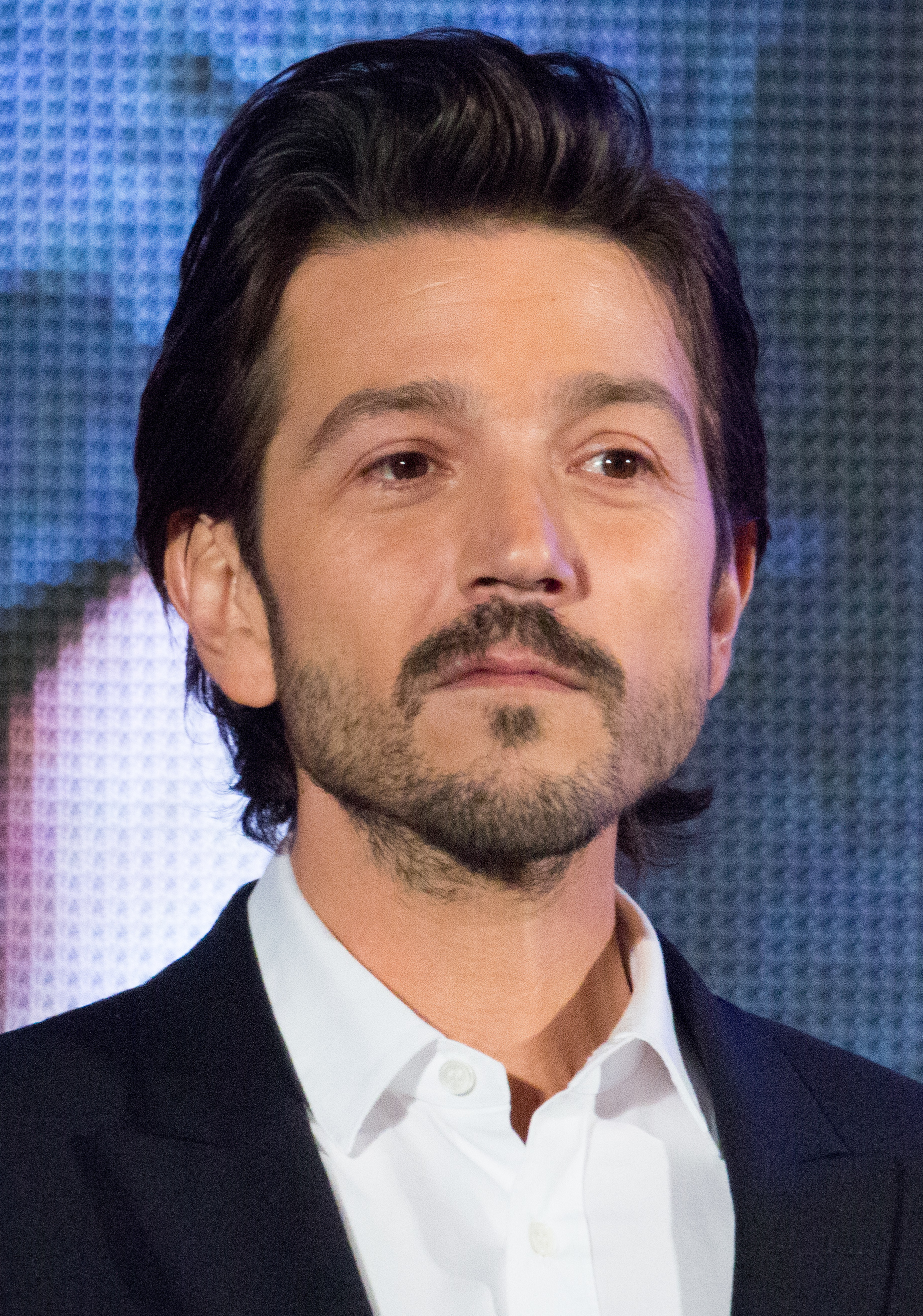
Diego Luna
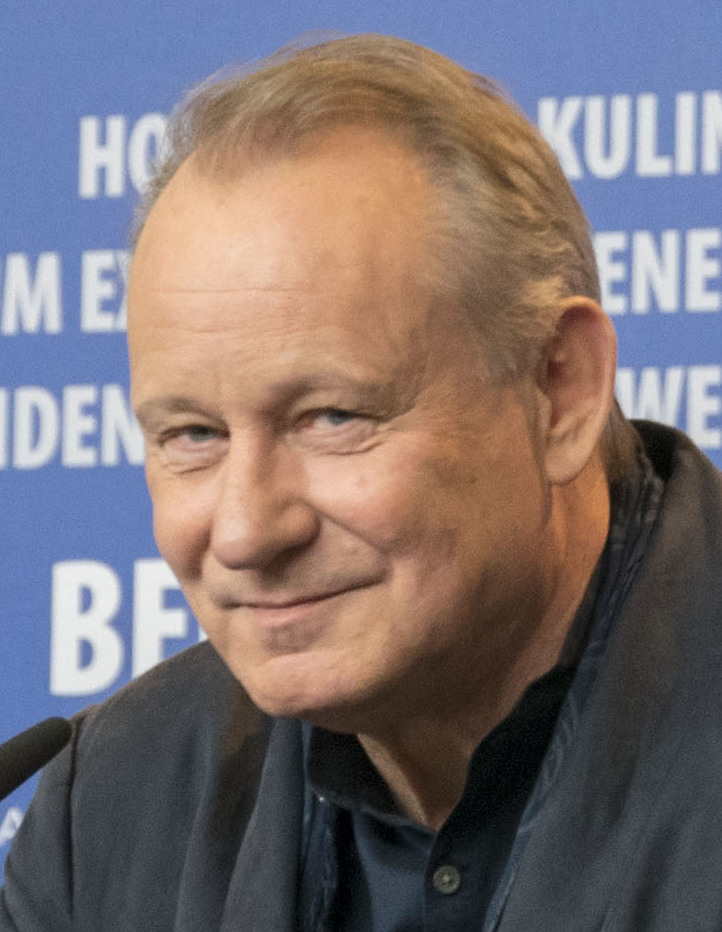
Stellan Skarsgård
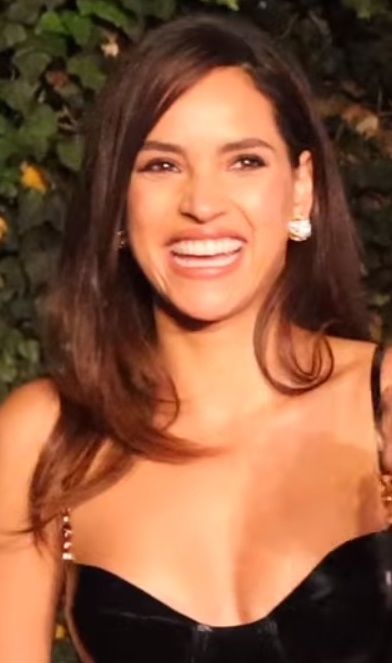
Adria Arjona
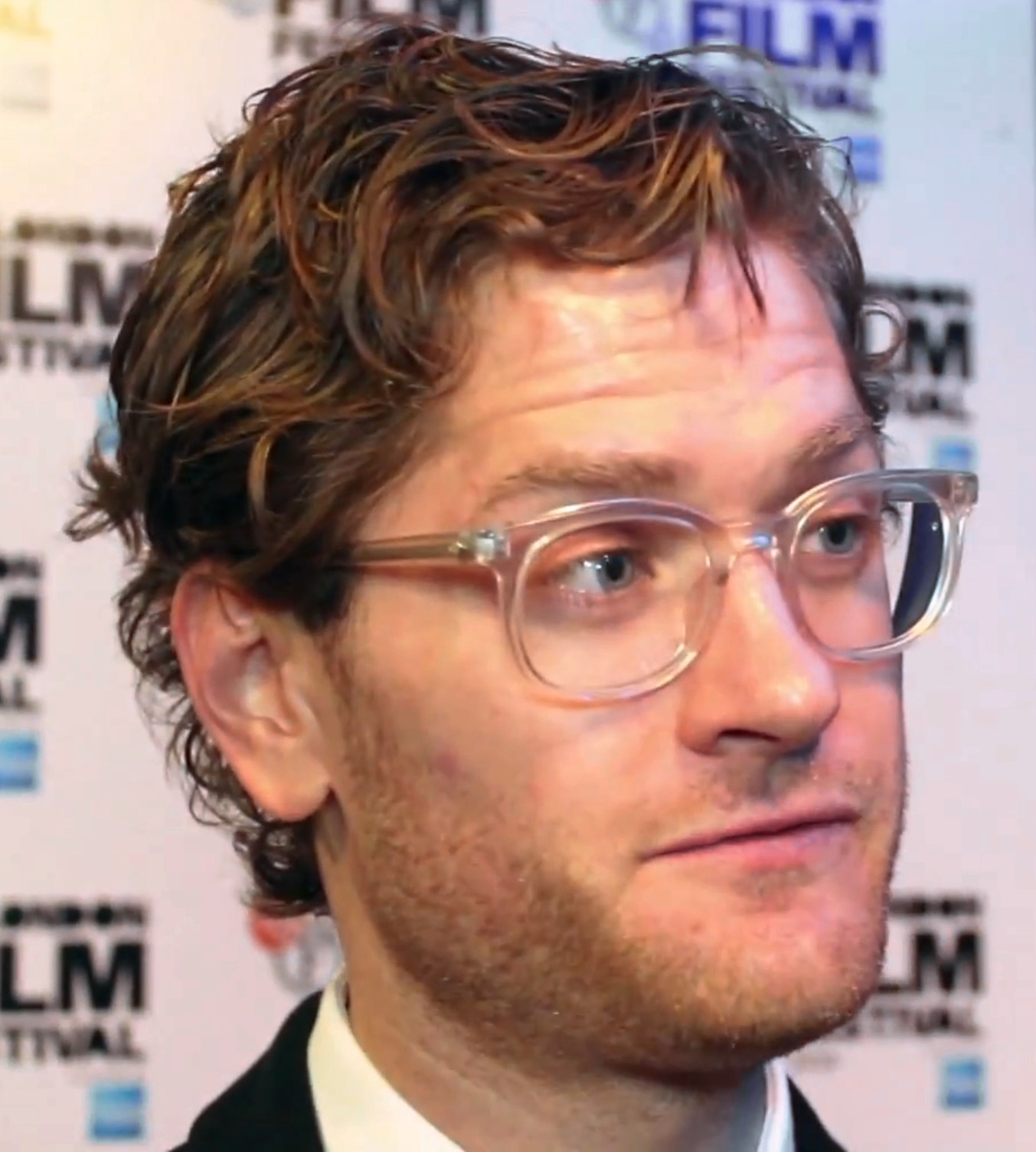
Kyle Soller
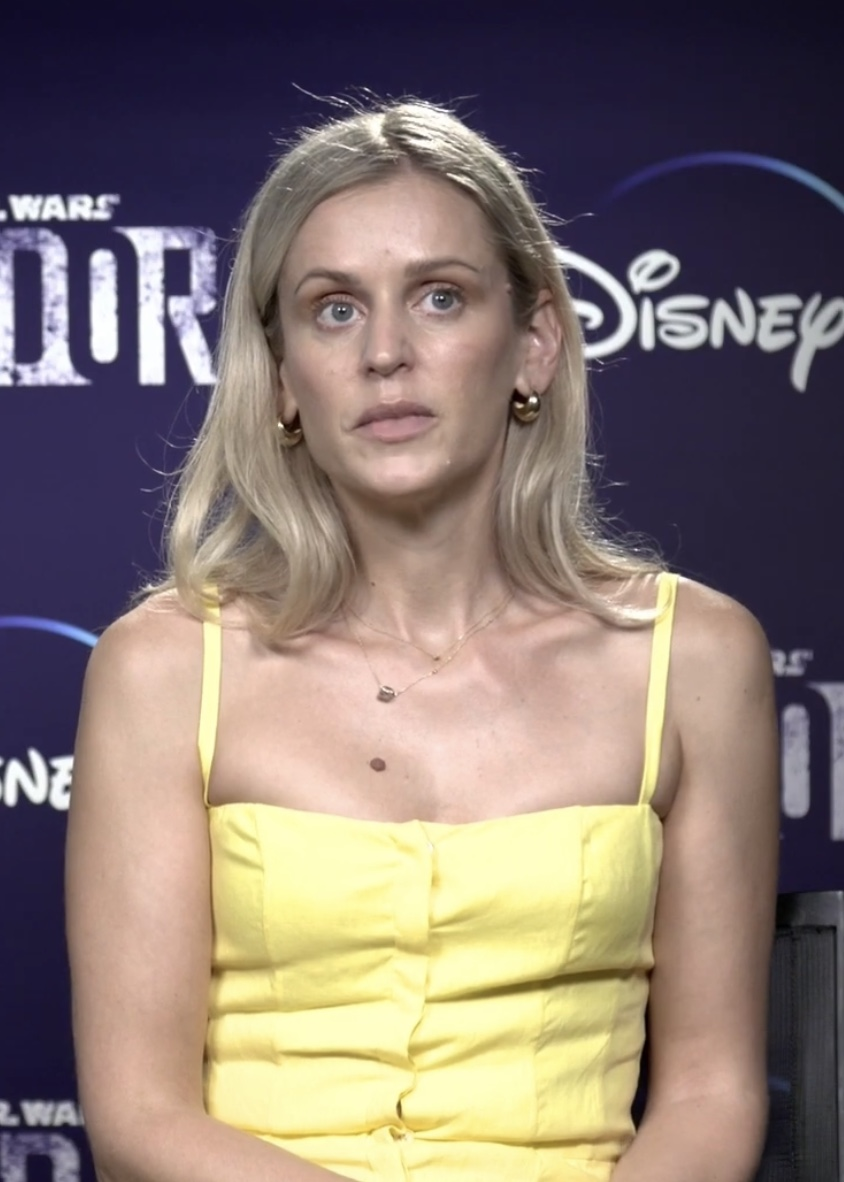
Denise Gough
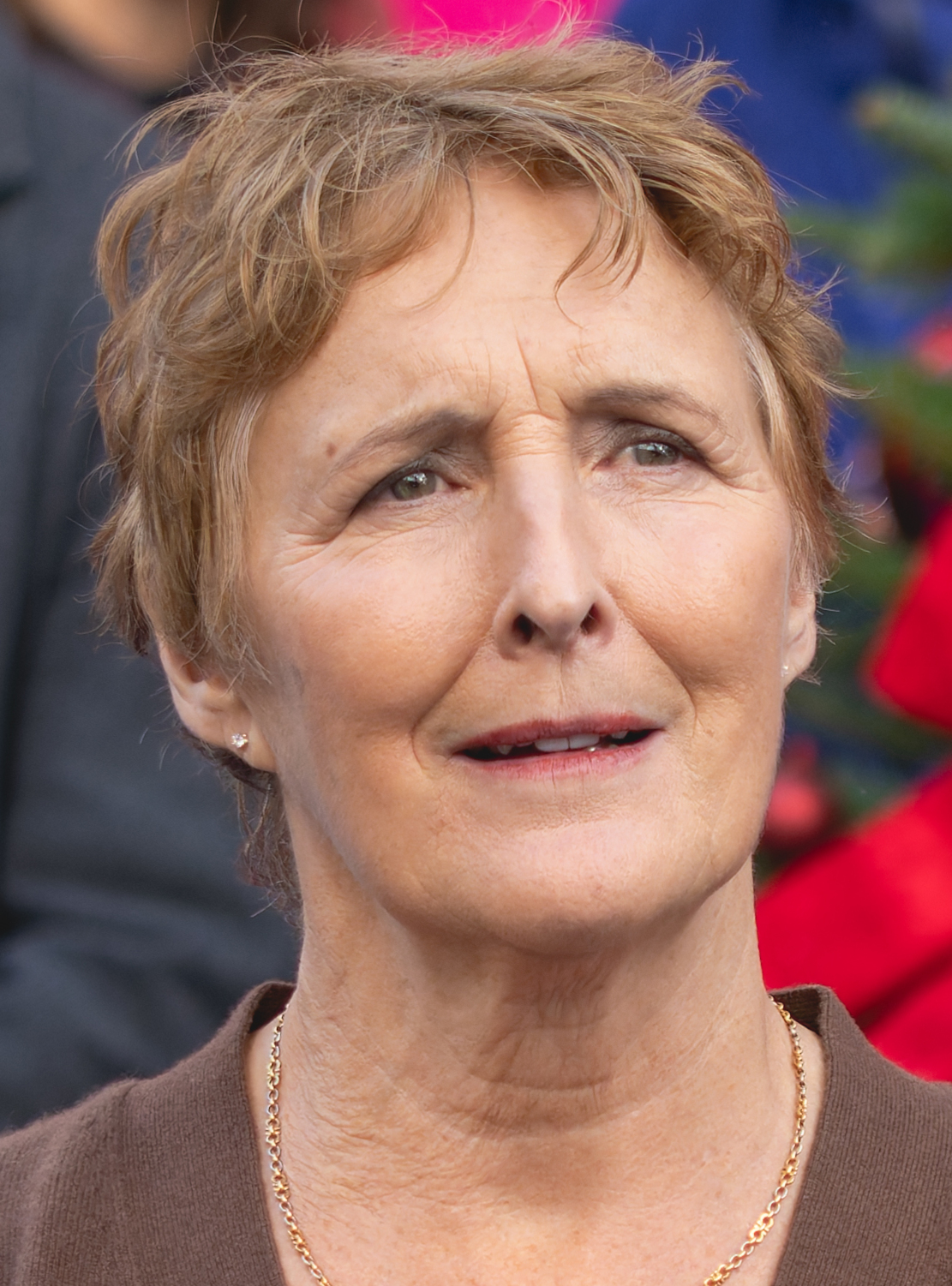
Fiona Shaw
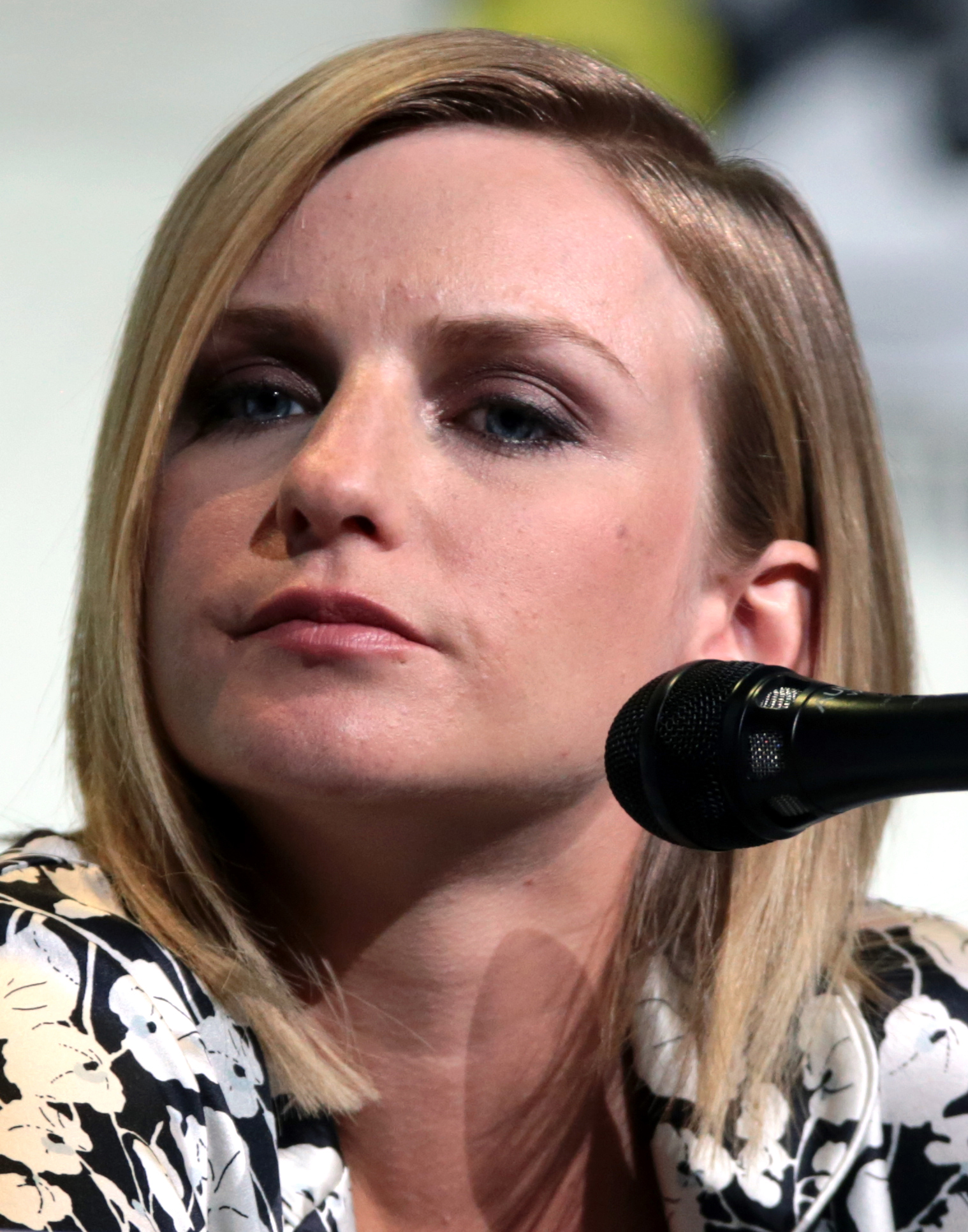
Faye Marsay
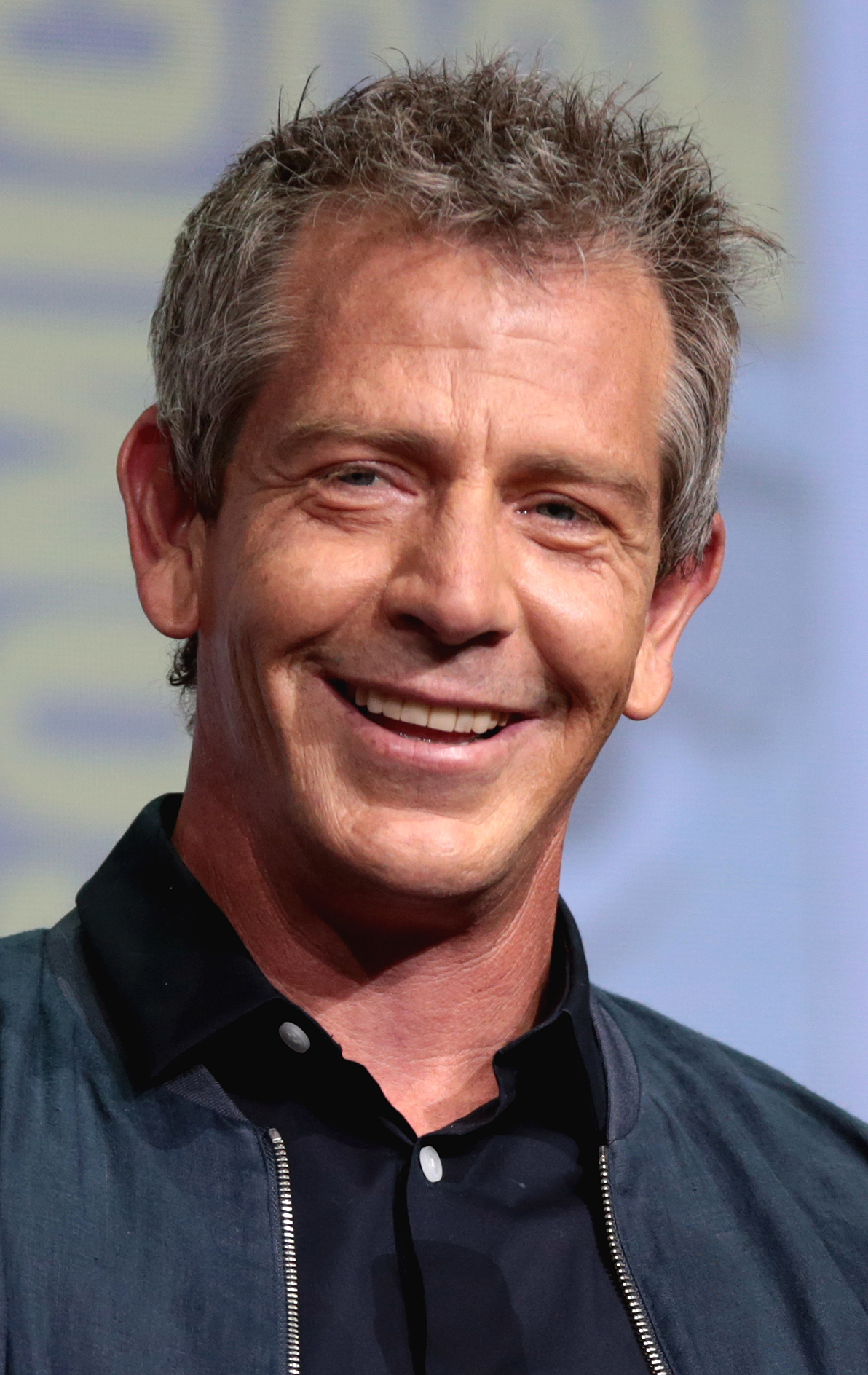
Ben Mendelsohn

### Personaggi secondari
- Brasso (stagioni 1-2), interpretato da Joplin Sibtain, doppiato da Simone Mori.
Collaboratore, collega e amico di Andor.[9]
- B2EMO (stagioni 1-2), doppiato in lingua originale da Dave Chapman, doppiato in lingua italiana da Alessio Cigliano.
Droide di Cassian e di Maarva.
- Timm Karlo (stagione 1), interpretato da James McArdle, doppiato da Davide Perino.
Il collega e fidanzato di Caleen.[9]
- Capo ispettore Hyne (stagione 1), interpretato da Rupert Vansittart, doppiato da Bruno Alessandro.
Il superiore Pre-Mor di Syril.
- Sergente Linus Mosk (stagione 1), interpretato da Alex Ferns, doppiato da Marco Baroni.
Un ufficiale Pre-Mor, collega e amico di Syril.[9]
- Clem Andor (stagione 1), interpretato da Gary Beadle, doppiato da Stefano Mondini.
Compagno di Maarva e padre adottivo di Cassian. Cassian usa il suo nome come alias.[9]
- Eedy Karn (stagione 1-2), interpretata da Kathryn Hunter, doppiata da Graziella Polesinanti.
La madre di Syril.[13]
- Supervisore Lonni Jung (stagioni 1-2), interpretato da Robert Emms, doppiato da Stefano Miceli.
Un ufficiale dell'ISB che in segreto è una spia al soldo di Luthen.[17][18]
- Heert (stagione 1), interpretato da Jacob James Beswick, doppiato da Stefano Sperduti.
Attendente di Dedra.
- Supervisore Lagret (stagione 1), interpretato da Michael Jenn, doppiato da Raffaele Palmieri.
Supevisore dell'Ufficio di sicurezza Imperiale.[17][18]
- Leida Mothma (stagioni 1-2), interpretata da Bronte Carmichael, doppiata da Ilaria Pellicone.
La figlia di Mon Mothma.
- Perrin Fertha (stagioni 1-2), interpretato da Alastair Mackenzie, doppiato da Guido Di Naccio.
Il marito di Mothma.
- Maggiore Partagaz (stagioni 1-2), interpretato da Anton Lesser, doppiato da Luca Dal Fabbro.
Il capo ufficiale Imperiale presso l'Ufficio di sicurezza Imperiale.[19]
- Karis Nemik (stagione 1), interpretato da Alex Lawther, doppiato da Riccardo Suarez.
Un ribelle su Aldhani che ha scritto un manifesto contro l'Impero.
- Tenente Gorn (stagione 1), interpretato da Sule Rimi, doppiato da Stefano Thermes.
Un tenente imperiale che aiuta segretamente i ribelli su Aldhani.
- Arvel Skeen (stagione 1), interpretato da Ebon Moss-Bachrach, doppiato da Giorgio Borghetti.[20]
Un misterioso ribelle su Aldhani.
- Taramyn Barcona (stagione 1), interpretato da Gershwyn Eustache Jnr, doppiato da Maurizio Merluzzo.
Un ribelle su Aldhani ed ex assaltatore.
- Comandante Jayhold Beehaz (stagione 1), interpretato da Stanley Townsend, doppiato da Pierluigi Astore.
Superiore imperiale di Gorn su Aldhani.
- Tay Kolma (stagioni 1-2), interpretato da Ben Miles, doppiato da Roberto Chevalier.
Un ricco banchiere che aiuta Mon Mothma ad ottenere fondi.
- Kino Loy (stagione 1), interpretato da Andy Serkis, doppiato da Fabrizio Pucci.
Un prigioniero su Narkina 5 che poi si allea con Cassian e incita i detenuti a ribellarsi e fuggire. Serkis ha precedentemente interpretato il leader supremo Snoke nella trilogia sequel.
- Sergente Ruescott Melshi (stagioni 1-2), interpretato da Duncan Pow, doppiato da Raffaele Carpentieri.
Un operaio detenuto presso la fabbrica imperiale su Narkina 5 che in seguito si unirà all'Alleanza Ribelle insieme ad Andor. Pow riprende il suo ruolo da Rogue One.[21]
- Saw Gerrera (stagioni 1-2), interpretato da Forest Whitaker, doppiato da Roberto Stocchi.
Un veterano delle Guerre dei cloni e capo di un gruppo di ribelli militanti, i Partigiani.[22] Whitaker riprende il suo ruolo dai precedenti media di Guerre stellari, incluso Rogue One.
- Davo Sculdun (stagioni 1-2), interpretato da Richard Dillane, doppiato da Franco Mannella.
Un losco uomo d'affari, descritto da Mon Mothma come un "delinquente".
- Wilmon Paak (stagione 2, guest star stagione 1), interpretato da Muhannad Bhaier, doppiato da Lorenzo Del Romano.
Giovane residente di Ferrix che ha lavorato al fianco di suo padre Salman al Repaak Salyard e in seguito si unisce alla ribellione emergente dopo la morte del padre per mano dell'Impero.
- Erskin Semaj (stagione 2), interpretato da Pierro Niel-Mee, doppiato da Fabrizio De Flaviis.
Assistente della senatrice Mon Mothma.
- Carro Rylanz (stagione 2), interpretato da Richard Sammel, doppiato da Pino Ammendola.
Politico e membro delle Tessitorie Rylanz su Ghorman e leader di un gruppo ribelle emergente noto come Fronte di Ghorman.
- Enza Rylanz (stagione 2), interpretata da Alaïs Lawson, doppiata da Martina Felli.
Figlia di Carro e membro del gruppo ribelle.
- Dreena (stagione 2), interpretata da Ella Pellegrini, doppiata da Chiara Sansone.
Membro del gruppo ribelle Fronte di Ghorman.
- Bail Organa (stagione 2), interpretato da Benjamin Bratt, doppiato da Saverio Indrio.
Senatore imperiale che rappresenta il mondo di Alderaan e padre adottivo di Leila Organa. Bratt sostituisce Jimmy Smits, che ha interpretato il personaggio nei precedenti media di Star Wars, a causa di altri progetti.[23]
- Generale Davits Draven (stagione 2), interpretato da Alistair Petrie, doppiato da Luca Biagini.
Leader dei ribelli su Yavin IV.

### Guest star
Tra gli altri abitanti di Ferrix troviamo Xanwan, interpretato da Zubin Varla, capo dell'azienda di trasporti di Ferrix e amico di Andor; Salman Paak, interpretato da Abhin Galeya, proprietario di un negozio di recupero che gestisce il Repaak Salyard; Pegla, interpretato da Kieran O'Brien e doppiato da Alberto Bognanni, una sentinella della Western Shiplot di Zorby, il lotto di navi stellari su Ferrix; Nurchi, interpretato da Raymond Anum e doppiato da Matteo Costantini; Rashi, interpretato da Victor Perez; "Time Grappler", interpretato da Neil Bell, che segnala l'ora nel campanile sbattendo la sua incudine; e Jezzi, interpretata da Pamela Nomvete, un membro delle Figlie di Ferrix.
Tra i supervisori dell'Ufficio di sicurezza Imperiale troviamo anche Blevin e Grandi, interpretati rispettivamente da Ben Bailey Smith (doppiato da Stefano Crescentini) e Lucy Russell (doppiata da Ilaria Egitto).
Tra gli altri Imperiali troviamo Kloris, interpretato da Lee Ross, autista di Mon Mothma e spia di Blevin; Vanis Tigo, interpretato da Wilf Scolding  e doppiato da Gabriele Vender, capitano della guarnigione imperiale su Ferrix; Keysax, interpretato da Nick Moss, luogotenente di Tigo; Corv, interpretato da Noof Ousellam e doppiato da Nanni Baldini.
Alcuni detenuti della prigione di Narkina 5 sono Ulaf, Ham, il dottor Rhasiv, Jemboc, Taga, Xaul, Birnok e Zinska, interpretati rispettivamente da Christopher Fairbank (doppiato da Toni Garrani), Clemens Schick, Adrian Rawlins (doppiato da Paolo M. Scalondro), Brian Bovell (doppiato da Fabrizio Russotto), Tom Reed (doppiato da Sacha Pilara), Josef Davies (doppiato da Emiliano Ragno), Rasaq Kukoyi e Mensah Bediako.
Altre guest star sono Kerri, interpretata da Belle Swarc, sorella di Andor; Kravas e Verlo, interpretati rispettivamente da Lee Boardman e Stephen Wight, i due ufficiali Pre-Mor uccisi da Andor; Kimzi, interpretato da Nick Blood, un caporale di Aldhani. David Hayman interpreta il capo tribù degli indigeni di Aldhani. Malcolm Sinclair interpreta il Colonnello Wullf Yularen, un personaggio di vari media di Guerre stellari, precedentemente interpretato da Robert Clarke in Una nuova speranza e doppiato da Tom Kane in Star Wars: The Clone Wars e Star Wars Rebels. Sam Witwer fornisce la voce non accreditata dello shoretrooper che arresta Andor su Niamos. I fratelli Keredian Dewi e Freedi Pamular sono interpretati da Matt Lyons e Liam Cook e doppiati in originale rispettivamente da Mike Quinn e Damian Farrell.

## Produzione

### Genesi
Il 9 novembre 2017, il CEO di The Walt Disney Company Bob Iger ha annunciato lo sviluppo di serie live-action basate sul franchise di Guerre stellari per la piattaforma Disney+. Nel febbraio 2018, Iger ha annunciato che erano in fase di sviluppo diverse serie. A novembre dello stesso anno venne annunciato che una di queste serie sarebbe stata un prequel di Rogue One incentrata su Cassian Andor. Venne annunciato anche il ritorno di Diego Luna nei panni di Cassian. Jared Bush ha originariamente lavorato alla la serie, scrivendo una sceneggiatura per l'episodio pilota e una bible. Sempre nel novembre del 2018, venne annunciata l'assunzione di Stephen Schiff come showrunner e produttore esecutivo.

### Sviluppo

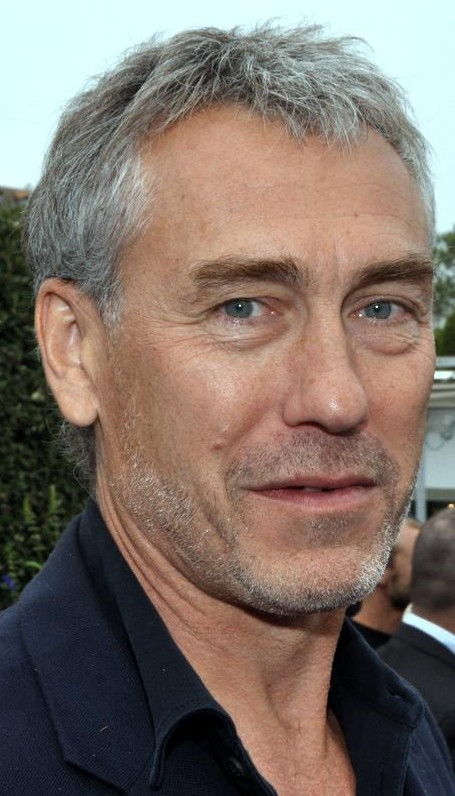
Tony Gilroy, il creatore della serie

La produzione doveva iniziare nel 2019 dopo che Luna aveva completato le riprese della seconda stagione di Narcos: Messico. Nel luglio 2019, Rick Famuyiwa ha iniziato i colloqui per dirigere diversi episodi della serie dopo aver fatto lo stesso per la prima serie live-action di Guerre stellari, The Mandalorian. Quell'ottobre Tony Gilroy, dopo aver discusso i primi dettagli della storia con Luna, si è unito alla serie per scrivere il primo episodio, dirigere più episodi e lavorare al fianco di Schiff. Gilroy è stato accreditato come co-sceneggiatore di Rogue One e ha supervisionato numerose riprese del film. Nell'aprile 2020 Schiff è stato sostituito da Tony Gilroy come creatore e showrunner.
La pre-produzione è iniziata alla fine di novembre 2020 nel Regno Unito col titolo di lavorazione Pilgrim, ma dopo sei settimane è stata interrotta e la produzione della serie è stata ritardata a causa della pandemia di COVID -19. La pre-produzione era ricominciata a settembre 2021 prima dell'inizio delle riprese previste per il mese successivo. Tony Gilroy, che in quel periodo si trovava a New York, a causa della pandemia, ha scelto di non recarsi nel Regno Unito per la produzione della serie e non è stato quindi in grado di dirigere il primo episodio. Successivamente quindi, il britannico Toby Haynes, che era già "in cima alla lista" dei potenziali registi della serie, venne assunto per dirigere i primi tre episodi. Gilroy rimase comunque produttore esecutivo e showrunner.
Nel dicembre 2020, la presidente della Lucasfilm Kathleen Kennedy ha annunciato che il titolo della serie sarebbe stato Andor e che la sua data di uscita era stata fissata per il 2022. È stato annunciato che Diego Luna sarebbe stato il produttore esecutivo della serie andandosi ad aggiungere a Kathleen Kennedy, Tony Gilroy, Sanne Wohlenberg, e Michelle Rejwan. Nel febbraio 2021 sono stati resi noti i registi della prima stagione, ovvero Toby Haynes, Susanna White e Benjamin Caron.
Nel febbraio 2022, Stellan Skarsgård ha detto che la serie avrebbe avuto una seconda stagione, le cui riprese serebbero iniziate alla fine del 2022. Ad aprile dello stesso anno, il direttore della fotografia Adriano Goldman ha detto che inizialmente erano previste cinque stagioni, ma crede che siano cambiati i piani e ora deve durare tre stagioni. Alla Star Wars Celebration tenutasi a maggio, la Lucasfilm ha confermato una seconda stagione di 12 episodi. Gilroy ha spiegato che il piano originale di cinque stagioni era considerato "fisicamente impossibile" a causa dell'importanza della serie, e si sono resi conto che avrebbero potuto concludere la serie con una seconda stagione che avrebbe portato direttamente agli eventi di Rogue One.

### Sceneggiatura
Oltre a Gilroy e Schiff, gli altri sceneggiatori della serie sono Beau Willimon e il fratello di Gilroy, Dan. Gilroy ha esortato il suo team di sceneggiatori a mettere da parte la loro personale riverenza e nostalgia per Guerre stellari, temendo che tale riverenza potesse cambiare il loro comportamento e il loro lavoro. Gilroy voleva che la serie fosse accessibile a tutti gli spettatori, non solo ai fan della saga, con la speranza che quei fan potessero guardare la serie con i loro amici e familiari che non sono interessati al resto del franchise. Luna ha espresso la sua emozione per essere in grado di esplorare ulteriormente il personaggio di Andor nella serie dopo l'esperienza agrodolce avuta nel realizzare Rogue One, in cui il personaggio muore. Dal momento che Andor è un prequel del film, Luna ha detto che è stato "bello entrare in una storia di cui conosci già il finale. Ora puoi prendere le sfumature e gli strati. Penso che sia divertente fare qualcosa che non serva solo per arrivare alla fine. Si tratta di ritardarla".  Luna ha suggerito elementi del retroscena del personaggio a cui aveva pensato durante le riprese di Rogue One, ed è stato grato che Gilroy abbia reso il personaggio un rifugiato. Ha spiegato: "È il viaggio di un migrante, che per me è tutto ciò da cui provengo. La sensazione di doversi spostare è alla base di questa storia". Luna ha ritenuto che per questo motivo era "difficile scoprire da dove veniva" e sentiva che Andor voleva "trovare le opportunità, la libertà, le possibilità indipendentemente da dove è nato".
La prima stagione, ambientata cinque anni prima di Rogue One, racconta un anno della storia di Andor, ovvero quello in cui diventa un rivoluzionario. I successivi quattro anni sono poi raccontati nella seconda stagione, che porta direttamente agi eventi del film. Gilroy ha affrontato le due stagioni come due metà di un romanzo e ha descritto l'inizio della serie come "una situazione molto semplice, quasi da film noir per un ladro. Un tipo si mette nei guai, e prova a vendere qualcosa per salvarsi il culo". Luna ha detto che la serie riguardava la nascita di una rivoluzione, e ha detto che era importante esplorare "il rivoluzionario che ognuno può diventare per cambiare le cose, per fermare la guerra, per rendere questo mondo un luogo vivibile", cosa che secondo lui è importante per il mondo reale. Gilroy ha dichiarato: "Questo ragazzo ha dato la sua vita per la galassia, giusto? Voglio dire, si è sacrificato consapevolmente, sobriamente, senza vanità o riconoscimento. Chi fa una cosa del genere?". Voleva esplorare quest'idea nella prima stagione, iniziando con Andor che era "davvero avverso alla rivoluzione, cinico, perso e che combina guai". La stagione mostra la distruzione del pianeta natale di Andor quando era ancora un ragazzo e si basa quindi sul pianeta adottivo di Andor, che si radicalizza contro l'Impero.
Luna e Gilroy hanno detto che la serie trattava anche di "come i diseredati possono opporsi al cambiamento". La co-protagonista Fiona Shaw ha descritto il commento politico di Gilroy nelle sceneggiature come una "grande e scurrile interpretazione del mondo trumpiano", aggiungendo che "il nostro mondo sta esplodendo in questo momento, i diritti delle persone stanno scomparendo, e Andor fa riflettere su questo. Nella serie l'Impero sta prendendo il sopravvento e sembra che la stessa cosa stia accadendo anche nella realtà". Nel frattempo, Gough ha dichiarato che il suo arco narrativo nella serie affronta la politica identitaria, mentre Gilroy ha spiegato che "abbiamo un'immersione molto, molto, molto profonda nel lato imperiale della storia". Dopo aver iniziato con la storia di Andor nei primi tre episodi, il quarto inizia ad espandere la portata della serie per includere il resto del suo ampio cast, come la leader ribelle Mon Mothma, il cui percorso si incrocerà con quello di Andor nella seconda stagione. Gilroy pensa che i fan di Guerre stellari vedranno Mothma sotto una nuova luce dopo aver visto la serie, e ha aggiunto che ci sono personaggi ed eventi chiave nella serie che saranno diversi o "più interessanti" di quanto i fan abbiano capito in precedenza: "Quello che vi è stato detto, quello che c'è su Wookieepedia... è davvero tutto sbagliato".

### Casting
Con l'annuncio della serie nel novembre 2018 venne annunciato che Diego Luna avrebbe ripreso il ruolo di Cassian Andor, già interpretato da lui in Rogue One. Nell'aprile 2019 Alan Tudyk venne annunciato nel ruolo di K-2SO, già interprete del personaggio in Rogue One. Un anno dopo, Stellan Skarsgård, Kyle Soller, Genevieve O'Reilly, e Denise Gough sono entrati a fare parte del cast. O'Reilly riprende il ruolo di Mon Mothma.
Nell'agosto del 2020 Adria Arjona enta a fare parte del cast. A dicembre viene annunciato che Fiona Shaw sarebbe apparsa nella serie. Un mese dopo, Tudyk ha rivelato che non sarebbe più apparso nella prima stagione della serie a causa dei cambiamenti nella storia di Gilroy, ma potrebbe apparire in potenziali stagioni future. Robert Emms è stato scritturato in un ruolo di supporto nel giugno 2021, quando Skarsgård ha rivelato che Forest Whitaker avrebbe ripreso il suo ruolo di Saw Gerrera da Rogue One. Nel febbraio 2022, David Hayman ha confermato di avere un ruolo nella serie dopo essere stato avvistato dai fan durante le riprese. La prima stagione conta oltre 200 membri del cast e più di 6.000 comparse.

### Riprese
Le riprese sono iniziate a Londra alla fine di novembre 2020, con la produzione avvenuta ai Pinewood Studios.  Durante le riprese il titolo di lavorazione della serie era Pilgrim ed è stata la prima serie live-action di Guerre stellari a non utilizzare la tecnologia di sfondo digitale StageCraft. Questo perché le sceneggiature erano più adatte a essere girate in location e su set di grandi dimensioni, e Luna ha notato che l'adozione di un approccio diverso per le riprese della serie l'ha resa simile a Rogue One, il cui stile di ripresa era diverso dagli altri film della saga. Toby Haynes ha diretto i primi tre episodi, mentre Benjamin Caron, Susanna White e Haynes hanno diretto alti 3 tre episodi ciascuno. Jonathan Freeman e Adriano Goldman hanno lavorato come direttori della fotografia. Inizialmente le riprese della serie sarebbero dovute iniziate nel 2019, per poi essere posticipate a giugno 2020, ma sono state ulteriormente posticipate a causa della pandemia di COVID-19. Sul set sono stati seguiti i protocolli COVID-19 sia nel Regno Unito che negli Stati Uniti, tra cui controlli giornalieri della temperatura e test COVID-19 tre volte a settimana. La fine delle riprese ai Pinewood Studios era prevista per luglio 2021.
Alla fine di gennaio 2021, è stato costruito un grande villaggio sul terreno di una ex cava a Little Marlow, nel Buckinghamshire, non lontano dai Pinewood Studios, e le riprese sono durate fino ad aprile. Le riprese di aprile si sono svolte anche nella raffineria di Coryton a Corringham e a Canary Wharf, dove la piazza sotto il ponte della stazione della Elizabeth Line fungeva da ingresso all'Ufficio di Sicurezza Imperiale su Coruscant. Le passerelle in cemento del Barbican Centre sono state utilizzate per rappresentare gli edifici di Coruscant. All'inizio di maggio sono stati effettuati diversi giorni di riprese a Cleveleys, con il lungomare e la spiaggia della città vestiti come un luogo alieno, rivelatosi poi il pianeta turistico Niamos, seguito da altri giorni di riprese nella cava dismessa Winspit, nel Dorset. Le riprese della seconda unità e delle location sono iniziate alla fine di maggio al Black Park, un parco di campagna nel Buckinghamshire vicino ai Pinewood Studios, utilizzato anche per le riprese di altri film di Guerre stellari. Alla fine di maggio, la produzione principale si è spostata a Glen Tilt, nel Perthshire (Scozia) fino alla fine di giugno. Circa 500 membri della troupe sono andati a Oban, per le riprese nella vicina diga di Cruachan. Qui le riprese sono iniziate il 18 giugno, con set costruiti intorno alla diga e alcune riprese effettuate anche nei suoi tunnel. Dal 22 al 24 giugno, le riprese si sono svolte nella cava di Middle Peak, vicino a Wirksworth. La produzione avrebbe dovuto concludersi a metà del 2021 e Luna infatti ha confermato la fine delle riprese il 27 settembre dello stesso anno.
Le riprese della seconda stagione sono iniziate il 21 novembre 2022 e termineranno nell'agosto 2023, in aggiunta Gilroy, come successe per la prima stagione, prevede un anno di post-produzione. Gli episodi, come per la prima stagione, saranno girati in "blocchi" di tre episodi alla volta, e ogni blocco avvicinerà la storia di un anno agli eventi di Rogue One. Gilroy ha dichiarato che non dirigerà la seconda stagione a causa dei suoi impegni come showrunner. Ariel Kleiman, Janus Metz e Alonso Ruizpalacios dirigeranno gli episodi della seconda stagione, e Kleiman sarà il capo regia della seconda stagione.
Tony Gilroy ha rivelato come la seconda stagione Andor si sia distinta per l'approccio produttivo: i registi a causa dello sciopero degli sceneggiatori hanno potuto girare in completa autonomia senza appunto la presenza costante degli sceneggiatori sul set. Un'impostazione rara per la televisione, soprattutto per una produzione di questo calibro, che ha dato ai registi una libertà visiva insolita per uno show seriale.
Il budget per la realizzazione della prima stagione è stato di 250 milioni di dollari, rendendola una delle più costose della storia delle produzioni streaming.

### Design e scenografia
Luke Hull è stato lo scenografo della serie e l'ha descritta come "molto cinematografica". Neal Scanlan si è occupato degli effetti delle creature e del droide dopo aver fatto lo stesso per tutti i film di Guerre stellari della Disney, compreso Rogue One. Ha dichiarato che il suo team sta trattando la serie allo stesso modo dei film e che, grazie al coinvolgimento di Gilroy, la serie sarebbe stata inserita nella stessa "sacca di storia di Guerre stellari" di Rogue One con un "taglio leggermente più duro" rispetto ad altri progetti di Guerre stellari. Scanlan ha aggiunto che le creature inutilizzate sviluppate per i film potrebbero essere utilizzate per la serie, insieme a creature di nuova creazione. Per la serie è stato costruito praticamente un set cittadino all'aperto, che la co-protagonista Adria Arjona ha stimato essere lungo dai tre ai cinque isolati.

## Colonna sonora
La colonna sonora della serie televisiva è stata composta da Nicholas Britell e pubblicata dalla Walt Disney Records rispettivamente il 21 ottobre (Vol. 1), 4 novembre (Vol. 2) e 9 dicembre (Vol. 3) 2022.

## Promozione
Un filmato anteprima con il dietro le quinte della pre-produzione e delle riprese è stato diffuso durante la presentazione dell'Investors Day della Disney nel dicembre 2020, quando Kennedy ha annunciato ufficialmente il titolo e il cast della serie. Gilroy, Luna e O'Reilly hanno promosso la serie alla Star Wars Celebration il 26 maggio 2022, dove hanno pubblicato il primo teaser trailer. Secondo Aaron Couch di The Hollywood Reporter il trailer mostrava il "lato grintoso" dell'universo di Guerre stellari. Daniel Chin di The Ringer ha ritenuto che la serie avesse un'identità unica nel franchise di Guerre stellari, con un tono più cupo, e ha detto che il teaser "mostra un quadro degli anni della nascita della ribellione contro l'Impero". Ryan Scott di /Film ha ritenuto che il teaser fornisca "la visione più completa della serie fino a questo punto". Ha affermato che la serie potrebbe esplorare la moralità dei Ribelli, scrivendo che, sebbene siano solitamente visti come eroi, c'è anche "molta zona grigia da esplorare". Sean Keane di CNET ha affermato che il trailer non abbia svelato molto, ma abbia dato un "intrigante assaggio del tono spionistico della serie".
Luna ha promosso la serie e ha fatto debuttare il trailer ufficiale su Good Morning America il 1º agosto 2022. Hattie Lindert di The A.V. Club ha sottolineato le scene d'azione presenti nel trailer, affermando che "Oltre alla scala epica e al tono più cupo, la serie promette anche intense scene di combattimento create con un uso limitato del green screen" e ha anche notato l'esperienza di Gilroy con i film d'azione grazie al suo lavoro sulla saga di Jason Bourne. James Hibberd di The Hollywood Reporter ha apprezzato il maggior tempo dedicato al personaggio di Andor nel trailer rispetto al teaser e ha ritenuto che la serie fosse un "gradito cambiamento scenico rispetto alle precedenti serie di Guerre stellari". Per Scottie Andrew della CNN, il trailer "rivela ulteriori dettagli sull'evoluzione di Andor da comune ladro a martire galattico". Luna e Kennedy hanno promosso la serie al D23 Expo del 2022, e Keane di CNET ha scritto: "Il trailer mostra una situazione piuttosto cupa per il rivoluzionario Cassian Andor e per i suoi amici, poiché combattere l'Impero e stormtrooper su stormtrooper sembra un biglietto di sola andata per la morte". Nel frattempo, Rachel Leishman di Collider ha ritenuto che il trailer "dà uno sguardo più approfondito su dove si trova la ribellione e su chi sta combattendo contro l'Impero" e si è detta entusiasta della rappresentazione dell'Impero nella serie, scrivendo: "Vedere queste piccole missioni e i sentimenti che i ribelli provano nei confronti dell'Impero è così perfettamente in linea con ciò che sappiamo su Cassian, e questo trailer ci fa davvero emozionare per ciò che verrà con la serie".
Al Lucca Comics & Games del 20 ottobre 2022 durante il panel dedicato alla serie ha fatto la sua comparsa Denise Gough che interpreta Dedra Meero nella serie. Si tratta del Comic-Con più conosciuto e popolare in Italia e sta a indicare l'enorme interesse suscitato dalla serie Andor.
Alcuni filmati della seconda stagione sono stati mostrati alla Star Wars Celebration di Londra ad aprile 2023.

## Distribuzione
Andor ha esordito su Disney+ il 21 settembre 2022 con tre episodi. Gli episodi restanti della prima stagione, composta da 12 episodi, sono stati pubblicati settimanalmente fino al 23 novembre 2022.
La serie avrebbe dovuto debuttare nel 2021, prima che la produzione fosse ritardata dalla pandemia di COVID-19. Il debutto era inizialmente previsto per il 31 agosto 2021 con due episodi. Nel novembre 2022, Disney ha annunciato che i primi due episodi della prima stagione sarebbero andati in onda su ABC il 23 novembre, su FX il 24 novembre e su Freeform il 25 novembre, e sarebbero stati disponibili su Hulu dal 23 novembre al 7 dicembre. Una mossa simile sarebbe stata replicata anche in vari Paesi europei, tra cui Portogallo, Spagna, Polonia e Paesi Bassi, con i primi due episodi in onda su Fox, il 24 o il 25 novembre, a seconda del Paese.
La seconda stagione, anch'essa composta da dodici episodi, sarebbe dovuta uscire nell'agosto 2024, ma a causa dei ritardi nella produzione dovuti agli scioperi degli sceneggiatori e degli attori, la stagione è stata distribuita dal 22 aprile al 13 maggio 2025.

### Edizione italiana

#### Doppiaggio
Il doppiaggio italiano e la sonorizzazione della serie TV sono stati eseguiti dalla società Iyuno - SDI Group. La direzione del doppiaggio è di Gabriele Patriarca e i dialoghi sono a cura di Roberta Bonuglia; con la consulenza di Manuel Bettuzzi e la supervisione artistica di Lavinia Fenu.

## Accoglienza

### Critica
Percentuale (%) di gradimentoEpisodi889092949698100024681012Percentuale di gradimentoAccoglienza critica per episodio del sito Ro...

#### Stagione 1
Sull'aggregatore di recensioni Rotten Tomatoes la prima stagione ha ricevuto una valutazione complessiva del 96% con una valutazione media di 8,55 su 10, basata su 609 recensioni. Il consenso della critica recita: «Un'avventura grintosa raccontata dalla prospettiva del regno dell'Impero, Andor è un'opera eccezionalmente matura e politica nel mito di Guerre stellari e una delle migliori di sempre». Su Metacritic la prima stagione ha ottenuto un punteggio medio ponderato di 74 su 100 (recensioni generalmente favorevoli) basato su 31 recensioni.
Mandalit del Barco di NPR ha affermato che Andor è "acclamato come la storia più complessa e matura nell'universo di Guerre stellari". Jack Seale di The Guardian, in una recensione a quattro stelle, ha dichiarato che la serie inizia lentamente, ma che al terzo episodio diventa finalmente il cupo e frenetico thriller spionistico che prometteva, definendo Andor "la miglior serie televisiva di Guerre stellari da The Mandalorian". Caroline Framke di Variety ha giudicato positivamente il distacco di Andor dagli altri progetti di Guerre stellari, apprezzando una "storia di persone che non hanno nulla a che fare con i Solo, con gli Skywalker o con i Palpatine, ma le cui vite sono comunque importanti". Simon Cardy di IGN ha recensito la prima stagione e ha elogiato il cast, gli sceneggiatori di alta qualità, le scene meravigliosamente girate, l'influenza da thriller spionistico di Tony Gilroy e la colonna sonora di Nicholas Britell, definendo Andor "una delle migliori cose mai uscite dall'universo di Guerre stellari".
Andor è stata acclamata dalla critica e si è costantemente classificata tra i primi dieci nelle liste Best of 2022 di numerose pubblicazioni per le serie televisive, tra cui quelle di IGN, Polygon, USA Today, Vulture e Empire.

#### Stagione 2
La seconda stagione è stata acclamata dalla critica. Rotten Tomatoes riporta il 96% delle recensioni professionali positive con un voto medio di 9,20 su 10 basato su 113 critiche. Il consenso critico del sito web indica: «Investendo notevole sicurezza e solennità nell'ambiente di Star Wars, la magnifica seconda stagione di Andor accende un fuoco di ribellione che surriscalda lo schermo.» Metacritic, invece, ha assegnato un punteggio di 92 su 100 basato su 30 recensioni, indicando "plauso universale".

### Primati
Secondo TV Time di Whip Media, un'applicazione popolare che consente agli utenti di tenere traccia delle serie e dei film che stanno guardando (o che desiderano guardare), ha affermato che Andor è stata la seconda nuova serie televisiva più attesa a settembre 2022. Secondo l'aggregatore di streaming JustWatch, Andor è stata la serie televisiva più trasmessa in streaming su tutte le piattaforme negli Stati Uniti nella settimana terminata il 25 settembre 2022, la settima più vista nella settimana dal 7 al 13 novembre e la sesta nella settimana dal 14 al 20 novembre. Secondo l'aggregatore di streaming Reelgood, Andor è stato il programma più visto su tutte le piattaforme nella settimana terminata il 28 settembre 2022, il terzo più visto nella settimana del 5 ottobre, il terzo nella settimana del 14 ottobre, il settimo nella settimana del 26 ottobre, e l'ottavo nella settimana dell'11 novembre.

## Riconoscimenti
Stagione 1
- 2023 – Premio Emmy[119]
  - Candidatura per la miglior serie drammatica
  - Candidatura per la migliore regia di una serie drammatica a Benjamin Caron per l'episodio Lampi di ribellione
  - Candidatura per la miglior sceneggiatura in una serie drammatica a Beau Willimon per l'episodio  Una via d'uscita
  - Candidatura per la miglior colonna sonora per una serie televisiva a Nicholas Britell per l'episodio Lampi di ribellione
  - Candidatura per miglior montaggio sonoro per una serie comica o drammatica con episodi di un'ora a David Acord, Margit Pfeiffer, Jonathan Greber, J.R. Grubbs, John Finklea, Shaun Farley, Shelley Roden, Richard Quinn e John Roesch per l'episodio L'occhio
  - Candidatura per i migliori effetti speciali in una serie o film a Mohen Leo, TJ Falls, Richard Van Den Bergh, Neal Scanlan, Liyana Mansor, Scott Pritchard, Joseph Kasparian, Jelmer Boskma e Jean-Clement Soret
- 2022 – British Society of Cinematographers[120]
  - Candidatura per la miglior fotografia in un dramma televisivo ad Adriano Goldman per l'episodio Una via d'uscita
- 2022 – Peabody Award[121]
  - In attesa - Intrattenimento
- 2022 – Golden Reel Awards[122]
  - Candidatura per il miglior montaggio sonoro: effetti di lunga durata e foley trasmessi a David Acord, Margit Pfeiffer, J.R. Grubbs, Shaun Farley, John Roesch e Shelley Roden per l'episodio La resa dei conti
- 2023 – American Cinema Editors Awards[123]
  - Miglior montatore per una serie drammatica a Simon Smith per l'episodio Una via d'uscita
- 2023 – Art Directors Guild Awards[124]
  - Candidatura per la miglior scenografia per una serie fantasy di un'ora con telecamera singola a Luke Hull per l'episodio Lampi di ribellione
- 2023 – British Academy Television Awards[125]
  - Candidatura per migliore attrice non protagonista a Fiona Shaw
- 2023 – British Academy Television Craft Awards[2]
  - In attesa - Miglior montaggio: narrativa a Frances Parker per l'episodio La mano dell'Impero
  - In attesa - Migliori effetti visivi speciali a Finally, Mohen Leo, TJ Falls, Richard Van Den Bergh e Jean-Clément Soret
- 2023 – Critics' Choice Television Awards[126]
  - Candidatura per la miglior serie drammatica
  - Candidatura per miglior attore in una serie drammatica a Diego Luna

- 2023 – Critics' Choice Super Awards[127]
  - Miglior serie di fantascienza/fantasy[N 3]
  - Candidatura per il miglior attore in una serie di fantascienza/fantasy a Diego Luna
  - Candidatura per la miglior attrice in una serie di fantascienza/fantasy a Fiona Shaw
- 2023 – Golden Globe[128]
  - Candidatura per il miglior attore in una serie drammatica a Diego Luna
- 2023 – MTV Movie & TV Awards[129]
  - In attesa - Miglior eroe a Diego Luna
  - In attesa - Miglior combattimento per la fuga da Narkina 5
- 2023 – Producers Guild of America Awards[130]
  - Candidatura per il miglior produttore di serie televisive drammatiche a episodi (Outstanding Producer of Episodic Television, Drama)
- 2023 – Screen Actors Guild Award[131]
  - Candidatura per le migliori controfigure televisive
- 2023 – Society of Composers & Lyricists Awards[132]
  - Candidatura per la miglior colonna sonora televisiva a Nicholas Britell
- 2023 – Visual Effects Society Awards[133]
  - Candidatura per il miglior ambiente creato in un episodio, in uno spot o in un progetto in tempo reale (Outstanding Created Environment in an Episode, Commercial, or Real-Time Project) a Pedro Santos, Chris Ford, Jeff Carson-Bartzis, Alex Murtaza per l'episodio La resa dei conti
- 2023 – Writers Guild of America Award[134]
  - Candidatura per la serie drammatica a Dan Gilroy, Tony Gilroy, Stephen Schiff e Beau Willimon
  - Candidatura per la nuova serie a Dan Gilroy, Tony Gilroy, Stephen Schiff e Beau Willimon

Stagione 2
- 2025 – Astra TV Awards[135]
  - Candidatura alla miglior serie drammatica
  - Candidatura al miglior cast in una serie drammatica in streaming
  - Candidatura alla miglior regia in una serie drammatica a Ariel Kleiman per l'episodio Un anno dopo
  - Candidatura alla miglior sceneggiatura in una serie drammatica a Tony Gilroy per l'episodio Un anno dopo
- 2025 – Premio Emmy[136]
  - Candidatura alla miglior serie drammatica
  - Candidatura al miglior attore guest star in una serie drammatica a Forest Whitaker per l'episodio Ho amici dappertutto
  - Candidatura alla miglior regia in una serie drammatica a Janus Metz per l'episodio Chi sei?
  - Candidatura alla miglior sceneggiatura in una serie drammatica per l'episodio Benvenuta nella Ribellione
  - Candidatura alla miglior scenografia in una serie in costume o fantasy / fantascienza (un'ora o più) per l'episodio Chi sei?
  - Candidatura ai migliori costumi per una serie fantasy / fantascienza per l'episodio Il raccolto
  - Candidatura ai migliori effetti speciali in una stagione o film TV
  - Candidatura al miglior montaggio dell'immagine per una serie drammatica per l'episodio Chi sei?
  - Candidatura al miglior sonoro per una serie commedia o drammatica (un'ora) per l'episodio Chi sei?
  - Candidatura al montaggio sonoro per una serie commedia o drammatica (un'ora) per l'episodio Chi sei?
  - Candidatura al miglior brano originale musica e testo a We are the Ghor (Planetary Anthem) per l'episodio Chi sei?
  - Candidatura al miglior componimento musicale in una serie drammatica a Brandon Roberts per l'episodio Chi sei?

### Annotazioni
1. ↑  Tony Gilroy è stato il co-sceneggiatore di Rogue One e ha supervisionato ampi reshoots per il film.
2. ↑  Canary Wharf è stata anche una location utilizzata nelle riprese Rogue One.
3. ↑  Ha vinto il premio anche la serie televisiva Stranger Things.

### Fonti
1. ↑  (EN) Simon Cardy, Andor: Season 1 Review, su IGN, 22 novembre 2022. URL consultato il 21 gennaio 2023 (archiviato il 15 dicembre 2022).
2. 1 2 3  (EN) Mandalit Del Barco, Movie Review: 'Andor', su NPR, 23 novembre 2022. URL consultato il 21 gennaio 2023 (archiviato il 16 dicembre 2022).
3. ↑  (EN) Andor, su Rotten Tomatoes, Fandango Media, LLC.
4. 1 2  (EN) Maggie Lovitt, 'Andor's Season 2 Directors Revealed by Series Creator Tony Gilroy [Exclusive], su Collider, 3 novembre 2022. URL consultato il 31 gennaio 2023 (archiviato il 14 novembre 2022).
5. ↑  https://ondisneyplus.disney.com/show/andor
6. ↑  https://www.disneyplus.com/it-it/browse/entity-faba988a-a9f5-45f2-a074-0775a7d6f67a
7. 1 2 3 4 5  (EN) Anthony Breznican, ‘Star Wars’: The Rebellion Will Be Televised, su Vanity Fair, 17 maggio 2022. URL consultato il 21 settembre 2022 (archiviato il 17 maggio 2022).
8. 1 2 3 4 5 6 7 8 9 10 11  (EN) Anthony Breznican, ‘Andor’ Star Wars Series: “What You Know Is Really All Wrong”, su Vanity Fair, 23 maggio 2022. URL consultato il 21 settembre 2022 (archiviato il 23 maggio 2022).
9. 1 2 3 4 5 6 7 8 9 10 11 12  (EN) John Saavedra, Andor Cast: Meet the New Star Wars Characters, su Den of Geek, 28 settembre 2022. URL consultato il 1º ottobre 2022 (archiviato il 22 settembre 2022).
10. 1 2 3   Ben Travis, Andor: Tony Gilroy Explains Star Wars’ Rogue One Prequel Series’ Epic Five-Year Structure – Exclusive Image, su Empire, 4 luglio 2022. URL consultato il 1º ottobre 2022 (archiviato il 5 luglio 2022).
11. ↑  (EN) Molly Edwards, From the Senate to Saw Gerrera, 7 major talking points from the Andor trailer, su GamesRadar+, 1º agosto 2022. URL consultato il 1º ottobre 2022 (archiviato il 1º agosto 2022).
12. 1 2 3 4  (EN) Borys Kit, ‘Star Wars’: Cassian Andor Disney+ Series Adds Two Actors (Exclusive), su The Hollywood Reporter, 24 aprile 2022. URL consultato il 21 settembre 2022 (archiviato il 24 aprile 2020).
13. 1 2  (EN) Matt Maytum, Exclusive: First look at Kathryn Hunter's character in Andor, su TotalFilm, GamesRadar+, 17 agosto 2022. URL consultato il 21 settembre 2022 (archiviato il 17 agosto 2022).
14. ↑  (EN) Lyvie Scott, Andor Trailer Breakdown: This Is What The Revolution Looks Like, su /Film, 1º agosto 2022. URL consultato il 21 gennaio 2023 (archiviato il 1º agosto 2022).
15. 1 2  (EN) Matthew Leyl, Andor actor Denise Gough on how her character arc addresses gender politics in the age of Palpatine, su GamesRadar+, 18 agosto 2022. URL consultato il 21 gennaio 2023 (archiviato il 18 agosto 2022).
16. ↑   John Saavedra, Star Wars: Andor Season 2 Trailer Finally Confirms Major Rogue One Character Return, su Den of Geek, 10 agosto 2024. URL consultato il 14 agosto 2024.
17. 1 2 3  (EN) Cameron Frew, Andor Episode 4 review: Cassian meets the Rebels, su Dexerto, 28 settembre 2022. URL consultato il 24 febbraio 2023 (archiviato il 1º ottobre 2022).
18. 1 2 3 4  (EN) Andreas Wiseman, ‘Andor’: ‘Chernobyl’ & ‘His Dark Materials’ Actor Robert Emms Joins ‘Rogue One’ Spin-Off Series Filming In UK, su Deadline Hollywood, 4 giugno 2021. URL consultato il 21 gennaio 2023 (archiviato il 4 giugno 2021).
19. ↑  (EN) Jacob Sarkisian, Andor confirms bumper launch with new trailer, su Digital Spy, 1º agosto 2022. URL consultato il 24 febbraio 2023 (archiviato il 1º agosto 2022).
20. ↑  (EN) Rodrigo Perez, ‘The Bear’: Ebon Moss-Bachrach On The “High-Sodium Volatility” Of FX’s Dysfunctional Family Restaurant Series [Interview], su The Playlist, 11 agosto 2022. URL consultato il 24 febbraio 2023 (archiviato l'11 agosto 2022).
21. ↑  (EN) Maggie Lovitt, How ‘Andor’ Reintroduced ‘Rogue One’s Rebel Sergeant Melshi, su Collider, 9 novembre 2022. URL consultato il 24 febbraio 2023 (archiviato il 14 novembre 2022).
22. 1 2  (SV) Sveriges Radio, Stellan Skarsgård: Därför tar jag inte betalt för vissa roller - P4 Extra – Gästen, su Sveriges Radio, 10 giugno 2021. URL consultato il 21 gennaio 2023 (archiviato il 10 giugno 2021).
23. ↑   Alex Welch, Why Bail Organa Was Recast in ‘Andor’ Season 2, su TheWrap, 30 aprile 2025. URL consultato il 1º maggio 2025.
24. ↑  (EN) Kate Stanhope e Natalie Jarvey, 'Star Wars' Live-Action TV Series to Launch on Disney Streaming Service, in The Hollywood Reporter, 9 novembre 2017. URL consultato il 1º agosto 2018 (archiviato l'11 giugno 2019).
25. 1 2  (EN) Lesley Goldberg e Aaron Couch, 'Star Wars' TV Series: Disney Developing "a Few" for Its Streaming Service, in The Hollywood Reporter, 6 febbraio 2018. URL consultato il 1º agosto 2018 (archiviato l'11 giugno 2019).
26. 1 2  (EN) Nellie Andreeva, Disney+ 'Star Wars' Series Starring Diego Luna Taps Stephen Schiff As Showrunner, in Deadline Hollywood, 30 novembre 2018. URL consultato il 9 giugno 2019 (archiviato il 9 giugno 2019).
27. 1 2 3  (EN) Brent Lang, ‘Star Wars’: Diego Luna to Lead Spinoff Series, in Variety, 8 novembre 2018. URL consultato il 2 ottobre 2022 (archiviato il 15 novembre 2018).
28. ↑  (EN) Jacob Fisher, Rick Famuyiwa In Talks To Direct Episodes Of Cassian Andor Series (Exclusive), in DiscussingFilm, 11 luglio 2019. URL consultato il 5 dicembre 2020 (archiviato il 1º agosto 2019).
29. ↑  (EN) Joe Otterson, ‘Rogue One’ Writer Tony Gilroy Joins Cassian Andor ‘Star Wars’ Series at Disney Plus (Exclusive), in Variety, 15 ottobre 2019. URL consultato il 24 aprile 2020 (archiviato il 3 aprile 2020).
30. ↑  (EN) KingPatel, EXCLUSIVE: CASSIAN ANDOR Disney+ Series Had Completed About Six Weeks Of Pre-Production Prior To Shut Down, su ComicBookMovie.com, 4 ottobre 2020. URL consultato il 2 ottobre 2022 (archiviato il 14 aprile 2020).
31. 1 2 3  (EN) Joe Otterson, Cassian Andor Disney Plus Series Adds Genevieve O’Reilly, Denise Gough, in Variety, 24 aprile 2020. URL consultato il 5 dicembre 2020 (archiviato il 24 aprile 2020).
32. 1 2  (EN) Justin Kroll, ‘Black Mirror’s Toby Haynes To Direct ‘Rogue One’ Spin-Off Series At Disney+ As Tony Gilroy Steps Aside As Director, in Deadline Hollywood, 22 settembre 2020. URL consultato il 22 settembre 2020 (archiviato il 23 settembre 2020).
33. 1 2 3  (EN) James Hibberd, Rogue One prequel series gets title: Andor, in Entertainment Weekly, 10 dicembre 2020. URL consultato il 15 settembre 2022 (archiviato dall'url originale il 10 dicembre 2020).
34. 1 2 3 4 5 6 7 8    Star Wars Italia, Andor | Anteprima | Disney+, su YouTube, Star Wars, 12 dicembre 202o. URL consultato il 2 ottobre 2022.
35. ↑  (EN) Andor Project Profile (PDF), su Disney Media and Entertainment Distribution, 15 giugno 2022. URL consultato il 2 ottobre 2022 (archiviato il 17 giugno 2022).
36. 1 2  (EN) Jacob Fisher, Ben Caron & Susanna White Set To Direct ‘Andor’ Series (Exclusive), in DiscussingFilm, 4 febbraio 2021. URL consultato il 15 settembre 2022 (archiviato il 5 febbraio 2021).
37. ↑  (EN) Cameron Bonomolo, Star Wars: Andor Reportedly Renewed for Season 2 Ahead of Series Premiere, su ComicBook.com, 6 febbraio 2022. URL consultato il 2 ottobre 2022 (archiviato il 6 febbraio 2022).
38. 1 2  (EN) Lee Freitag, Star Wars’ Andor Series May Get 3 Seasons - And Apparently Almost Got 5, su CBR.com, 23 aprile 2022. URL consultato il 2 ottobre 2022 (archiviato il 24 aprile 2022).
39. 1 2 3 4 5  (EN) Dominic Patten e Patrick Hipes, ‘Star Wars’ Series ‘Andor’ To Debut In August On Disney+, Gets Teaser; Season 2 To Start Filming This Fall, su Deadline Hollywood, 26 maggio 2022. URL consultato il 2 ottobre 2022 (archiviato il 26 maggio 2022).
40. 1 2  (EN) Nathaniel Brail, Star Wars: Andor Showrunner Addresses Original Series Length Plans, su ComicBook.com, 27 maggio 2022. URL consultato il 2 ottobre 2022 (archiviato il 28 maggio 2022).
41. 1 2 3  (EN) SWCA 2022: 20 Highlights from Lucasfilm's Studio Showcase, su StarWars.com, 27 maggio 2022. URL consultato il 2 ottobre 2022 (archiviato il 27 maggio 2022).
42. ↑  (EN) Andor - Season (2021 - 2022) - 12 Episodes, su directories.wga.org. URL consultato il 10 ottobre 2022 (archiviato l'11 giugno 2022).
43. 1 2  (EN) Brian Davids, ‘Andor’ Creator Tony Gilroy Urged His Team to Put Aside Their ‘Star Wars’ Reverence, su The Hollywood Reporter, 23 settembre 2022. URL consultato il 10 ottobre 2022.
44. 1 2  (EN) Maggie Dela Paz, Cassian Andor: Diego Luna Confirms Disney+ Series Has Begun Filming, su ComingSoon.net, 4 dicembre 2020. URL consultato il 10 ottobre 2022 (archiviato il 5 dicembre 2020).
45. 1 2  (EN) John Saavedra, Star Wars Andor Revives What's Been Missing from the Saga, su Den of Geek, 20 luglio 2022. URL consultato il 10 ottobre 2022 (archiviato il 20 luglio 2022).
46. ↑  (EN) Ben Travis, Andor Is Star Wars’ ‘Scurrilous Take On The Trumpian World,’ Says Fiona Shaw – Exclusive Image, su Empire, 2 agosto 2022. URL consultato il 21 gennaio 2023 (archiviato il 3 agosto 2022).
47. ↑  (EN) Anthony D'Alessandro e Dominic Patten, Alan Tudyk To Reprise K-2SO Role In ‘Star Wars: Rogue One’ Disney+ Series With Diego Luna; ‘The Mandalorian’ Gets Launch Date, su Deadline Hollywood, 11 aprile 2019. URL consultato il 21 gennaio 2023 (archiviato il 10 giugno 2019).
48. ↑  (EN) Justin Kroll e Joe Otterson, Disney Plus ‘Rogue One’ Spinoff Adds Stellan Skarsgard, Kyle Soller (EXCLUSIVE), su Variety, 16 aprile 2020. URL consultato il 21 gennaio 2023 (archiviato il 24 aprile 2020).
49. ↑  (EN) Justin Kroll, Disney+’s ‘Star Wars’ Spinoff Series ‘Rogue One’ Sets Adria Arjona To Co-Star With Diego Luna, su Deadline Hollywood, 10 agosto 2020. URL consultato il 21 gennaio 2023 (archiviato il 10 agosto 2020).
50. ↑  (EN) Drew Taylor, 'Rogue One' Disney+ Series Won't Include K-2SO, Alan Tudyk Confirms — At Least At First, su Collider, 20 gennaio 2021. URL consultato il 21 gennaio 2023 (archiviato il 20 gennaio 2021).
51. 1 2  (EN) Paul English, Actor David Hayman filming new Star Wars series was rumbled by Oban locals, su Daily Record, 27 febbraio 2022. URL consultato il 21 gennaio 2023 (archiviato il 27 febbraio 2022).
52. ↑  (EN) Jay Peters, Star Wars: Andor starring Rogue One’s Diego Luna is coming to Disney Plus in 2022, su The Verge, 10 dicembre 2020. URL consultato il 22 gennaio 2023 (archiviato l'11 dicembre 2020).
53. 1 2 3  (EN) Jane Rabbit, End Result of Star Wars Filming in Cleveleys, su Visit Cleveleys, 20 ottobre 2022. URL consultato il 22 gennaio 2023 (archiviato il 17 maggio 2021).
54. 1 2 3   Star Wars: Andor filming at Pinewood Studios until summer 2021, su KFTV. URL consultato il 22 gennaio 2023 (archiviato il 9 dicembre 2020).
55. ↑  (EN) Matt Kim, Andor Is the First Star Wars Show for Disney That 'Doesn't Lean' on StageCraft, su IGN, 27 maggio 2022. URL consultato il 22 gennaio 2023 (archiviato il 27 maggio 2022).
56. 1 2  (EN) Jacob Fisher, Jonathan Freeman Joins ‘Cassian Andor’ Series (EXCLUSIVE), su DiscussingFilm, 26 febbraio 2020. URL consultato il 22 gennaio 2023 (archiviato il 6 marzo 2020).
57. ↑  (EN) Maribelle Fonseca, Little Marlow Hosts New Disney+ ‘Star Wars’ Series, ‘Andor’, su Plex Reel, 20 gennaio 2021 (archiviato il 20 gennaio 2021).
58. ↑  (EN) Rebecca Creed, Essex locations for Star Wars, Downton Abbey and Essex Serpent, su Echo, 23 maggio 2021. URL consultato il 23 gennaio 2023 (archiviato il 23 maggio 2021).
59. ↑  (EN) Star Wars Andor filming takes place in Dorset quarry, in BBC News, 11 maggio 2021. URL consultato il 23 gennaio 2023 (archiviato l'11 maggio 2021).
60. ↑  (EN) Michael Taylor, Inside the 'beautiful' Dorset village near Star Wars film set, su Dorset Echo, 20 maggio 2021. URL consultato il 23 gennaio 2023 (archiviato il 20 maggio 2021).
61. ↑  (EN) Jason Ward, Is Star Wars: Andor moving into Black Park next? Sources and new photos suggest as much!, su Making Star Wars, 15 maggio 2021. URL consultato il 26 gennaio 2023 (archiviato il 15 maggio 2021).
62. ↑  (EN) Miguel Fernandez, Updated With Videos Showing Actual Filming! ‘Star Wars: Andor’ – More Photos From the Black Park Set Revealed, su Star Wars News Net, 25 maggio 2021. URL consultato il 26 gennaio 2023 (archiviato il 4 giugno 2021).
63. ↑  (EN) Peter John Meiklem, Has Star Wars come to Perthshire as secretive film crew builds Glen Tilt base?, su The Courier, 25 maggio 2021. URL consultato il 26 gennaio 2023 (archiviato il 25 maggio 2021).
64. ↑  (EN) Neil Henderson, Star Wars: New pictures show rumoured Perthshire site of Obi-Wan Kenobi TV show, su The Courier, 27 maggio 2021. URL consultato il 26 gennaio 2023 (archiviato il 30 maggio 2021).
65. ↑  (EN) Rita Campbell, Feast your eyes on these backstage images as filming of a new Star Wars TV series begins in Argyll, su Press and Journal, 18 giugno 2021. URL consultato il 26 gennaio 2023 (archiviato il 29 novembre 2021).
66. ↑  (EN) By Alana Roberts, Barriers erected in Derbyshire village as reports filming for new 'Star Wars TV series' to get underway, su Derbyshire Times, 23 giugno 2021. URL consultato il 26 gennaio 2023 (archiviato il 27 giugno 2021).
67. ↑  (EN) Star Wars series set to be filmed at quarry in Derbyshire, UK, su Yahoo! News, 16 giugno 2021. URL consultato il 26 gennaio 2023 (archiviato il 2 luglio 2021).
68. ↑  (EN) Rosy Cordero, Diego Luna Says ‘Star Wars: Andor’ Has Finished Shooting, And To Expect “Familiar Faces”, su Deadline Hollywood, 27 settembre 2021. URL consultato il 26 gennaio 2023 (archiviato il 27 settembre 2021).
69. ↑  (EN) Maggie Lovitt, 'Andor' Season 2 Starts Filming Today and Shoots Till Next Summer [Exclusive], su Collider, 21 novembre 2022. URL consultato il 31 gennaio 2023 (archiviato il 22 novembre 2022).
70. ↑  (EN) Andor Season 2 Likely Won't Debut Until 2024, su The Wrap, 19 settembre 2022. URL consultato il 31 gennaio 2023 (archiviato il 19 settembre 2022).
71. ↑   Tony Gilroy svela i retroscena di Andor 2: budget, ostacoli produttivi, cameo mancanti e molto altro, su galaxyaddicted.it, 16 aprile 2025. URL consultato l'11 maggio 2025.
72. ↑  https://www.hollywoodreporter.com/tv/tv-features/andor-broke-star-wars-rules-reinvent-sci-fi-tv-1235507880/
73. ↑  (EN) Jacob Fisher, Luke Hull Joins ‘Cassian Andor’ (EXCLUSIVE), su DiscussingFilm, 6 aprile 2020. URL consultato il 21 gennaio 2023 (archiviato il 7 aprile 2020).
74. 1 2  (EN) Mia Johnson, Neal Scanlan talks creating creatures for Star Wars, working on Cassian Andor series, su FanSided, 27 marzo 2020. URL consultato il 21 gennaio 2023 (archiviato il 28 marzo 2020).
75. ↑  (EN) Ryan Scott, Cassian Andor Disney+ Series: Star Wars VFX Wiz Neal Scanlan Gives an Update [Exclusive], su MovieWeb, 24 marzo 2020. URL consultato il 21 gennaio 2023 (archiviato il 1º aprile 2020).
76. ↑  (EN) Steve Weintraub, ‘Andor’s Adria Arjona on Her Relationship With Cassian Andor and the Way Tony Gilroy Created New Worlds and Characters, su Collider, 28 agosto 2022. URL consultato il 21 gennaio 2023 (archiviato il 28 agosto 2022).
77. ↑  (EN) Jon Burlingame, ‘Succession’ Composer Nicholas Britell Enters the ‘Star Wars’ Universe With Music for ‘Andor’ (EXCLUSIVE), su Variety, 27 maggio 2022. URL consultato il 31 gennaio 2023 (archiviato il 28 maggio 2022).
78. ↑  (EN) Aaron Couch, ‘Andor’ Trailer Shows Gritty Side of ‘Star Wars’ Galaxy, su The Hollywood Reporter, 26 maggio 2022. URL consultato il 4 febbraio 2023 (archiviato il 27 maggio 2022).
79. ↑  (EN) Daniel Chin, Lucasfilm Teases ‘Andor’ and the Future of ‘Star Wars’ TV, su The Ringer, 26 maggio 2022. URL consultato il 4 febbraio 2023 (archiviato il 27 maggio 2022).
80. ↑  (EN) Ryan Scott, Andor Trailer: The Doomed Star Wars Spy Heads To Disney+, su /Film, 26 maggio 2022. URL consultato il 4 febbraio 2023 (archiviato il 27 maggio 2022).
81. ↑  (EN) Sean Keane, 'Andor' Trailer Reveals Star Wars Spy Action, August Release Date Confirmed, su CNET, 26 maggio 2022. URL consultato il 4 febbraio 2023 (archiviato il 27 maggio 2022).
82. 1 2  (EN) New Andor Trailer Goes Big on Rebel Action, and Updated Premiere Details Revealed, su StarWars.com, 1º agosto 2022. URL consultato il 6 febbraio 2023 (archiviato il 1º agosto 2022).
83. 1 2   Beatrice Pagan, ANDOR: IL TRAILER, IL POSTER E LA DATA DI USCITA DELLA SERIE STAR WARS, su Movieplayer, 26 maggio 2022. URL consultato il 26 maggio 2022.
84. ↑  (EN) Hattie Lindert, Disney Plus' Andor has a new trailer and an official release date, su The A.V. Club, 1º agosto 2022. URL consultato il 6 febbraio 2022 (archiviato il 1º agosto 2022).
85. ↑  (EN) James Hibberd, Disney+ Releases Official ‘Andor’ Trailer for New ‘Star Wars’ Series, su The Hollywood Reporter, 1º agosto 2022. URL consultato il 6 febbraio 2023 (archiviato il 1º agosto 2022).
86. ↑  (EN) Scottie Andrew, 'Andor' trailer explores origins of familiar 'Star Wars' heroes, su CNN, 1º agosto 2022. URL consultato il 6 febbraio 2023 (archiviato il 1º agosto 2022).
87. ↑  (EN) Tom Tapp, Final ‘Andor’ Trailer Unveiled By Diego Luna At D23, su Deadline Hollywood, 10 settembre 2022. URL consultato l'11 febbraio 2023 (archiviato dall'url originale l'11 settembre 2022).
88. ↑  (EN) Sean Keane, See the Final Trailer for 'Andor,' the New Star Wars Rebel Origin Story, su CNET, 10 settembre 2022. URL consultato l'11 febbraio 2023 (archiviato l'11 settembre 2022).
89. ↑  (EN) Rachel Leishman, New 'Andor' Trailer Shows the Rebellion's Rise, su Collider, 10 settembre 2022. URL consultato l'11 febbraio 2022 (archiviato l'11 settembre 2022).
90. ↑   Star Wars: Andor - Proiezione episodio 8 e incontro con Denise Gough, su Lucca Comics And Games.com. URL consultato l'11 febbraio 2022.
91. 1 2  (EN) Adam B. Vary e Amon Warmann, ‘Andor’: Lucasfilm Debuts First Look at Season 2 of Star Wars Prequel Series, su Variety, 7 aprile 2023. URL consultato il 30 aprile 2023.
92. ↑  (EN) Zach Johnson, Everything New You Can Stream on Disney+ in November 2022, su D23, 18 ottobre 2022. URL consultato il 30 aprile 2023 (archiviato il 19 ottobre 2022).
93. ↑  (EN) Erik Pedersen e Nellie Andreeva, Disney+ Unveils ‘Lizzie McGuire’ Sequel, ‘Muppets’ Short-Form, ‘Obi-Wan Kenobi’ At D23 – Full List Of Streaming Service’s Programming, su Deadline Hollywood, 24 agosto 2019. URL consultato il 30 aprile 2023 (archiviato il 26 aprile 2022).
94. ↑  (EN) Denise Petski, ‘Andor’: First Two Episodes Of ‘Star Wars’ Disney+ Prequel Head To ABC, FX, Freeform & Hulu Over Thanksgiving Holiday, su Deadline Hollywood, 14 novembre 2022. URL consultato il 30 aprile 2023 (archiviato il 14 novembre 2022).
95. ↑  (PT) Marta Kong Nunes, Canais FOX estreiam dois episódios de Andor, su MHD, 17 novembre 2022. URL consultato il 30 aprile 2023 (archiviato il 23 novembre 2022).
96. ↑   Germain Lussier, Andor Season 2 Likely Delayed to 2025, su Gizmodo, 5 dicembre 2023. URL consultato il 13 dicembre 2023.
97. ↑   Caroline Brew, 'Andor' Season 2 Sets April 2025 Premiere Date on Disney+, su Variety, 9 novembre 2024. URL consultato il 9 novembre 2024.
98. ↑   Andor, su Il mondo dei doppiatori, 21 settembre 2022. URL consultato il 1º marzo 2023.
99. 1 2  (EN) Season 1 - Andor, su Rotten Tomatoes. URL consultato il 24 aprile 2025.
100. ↑  (EN) Andor: Season 1, su Metacritic. URL consultato il 24 aprile 2025.
101. ↑  (EN) Jack Seale, Andor review – the best Star Wars show since The Mandalorian, in The Guardian, 21 settembre 2022. URL consultato il 1º maggio 2023 (archiviato il 25 settembre 2022).
102. ↑  (EN) Caroline Framke, ‘Andor’ Marks a Huge, and Hugely Welcome, Departure From Disney+’s Typical ‘Star Wars’ Model: TV Review, su Variety, 20 settembre 2022. URL consultato il 1º maggio 2023 (archiviato il 26 settembre 2022).
103. ↑  (EN) Simon Cardy, Andor: Season 1 Review, su IGN, 28 novembre 2022. URL consultato il 7 giugno 2023 (archiviato il 15 dicembre 2022).
«(IT)  Un inizio leggermente lento potrebbe scoraggiare alcuni all'inizio, ma una volta che prende slancio, non guarda mai indietro e si sviluppa in qualcosa che non puoi permetterti di perdere.»
«(EN)  A slightly slow start may put some off at first, but once it hits its stride it never once looks back and develops into something you cannot afford to miss.»
104. ↑  (EN) Jason Dietz, Best of 2022: Television Critic Top Ten Lists, su Metacritic, Fandom, Inc, 5 dicembre 2022. URL consultato il 1º maggio 2023 (archiviato il 16 dicembre 2022).
105. ↑  (EN) The Best TV Shows Of 2022, su Empire, 7 dicembre 2022. URL consultato il 1º maggio 2023 (archiviato il 7 dicembre 2022).
106. ↑  (EN) Season 2 - Andor, su Rotten Tomatoes. URL consultato il 30 aprile 2025.
107. ↑  (EN) Andor: Season 2, su Metacritic. URL consultato il 24 aprile 2025.
108. ↑  (EN) Stephanie Prange, Whip: ‘The Lord of the Rings’ Top New Show, ‘Fate: The Winx Saga’ Top Returning Show Anticipated in September, su Media Play News, 1º settembre 2022. URL consultato il 1º maggio 2023 (archiviato l'8 ottobre 2022).
109. ↑  (EN) Erik Gruenwedel, JustWatch: New Disney+ Series 'Star Wars: Andor,' 'Confess, Fletch' Movie Top Weekly Streaming, su Media Play News, 26 settembre 2022. URL consultato il 1º maggio 2023 (archiviato il 31 ottobre 2022).
110. ↑  (EN) Erik Gruenwedel, JustWatch: 'Don't Worry Darling,' 'The Crown' Top Weekly Streaming Through Nov. 13, su Media Play News, 16 novembre 2022. URL consultato il 1º maggio 2023 (archiviato il 16 novembre 2022).
111. ↑  (EN) Erik Gruenwedel, JustWatch: 'Smile,' 'Yellowstone' Dominated Weekly Streaming Through Nov. 20, su Media Play News, 22 novembre 2022. URL consultato il 1º maggio 2023 (archiviato il 23 novembre 2022).
112. ↑  (EN) The most watched movies and TV of the week: 'Andor' takes the empire, su Mashable, 1º ottobre 2022. URL consultato il 1º maggio 2023 (archiviato dall'url originale il 2 ottobre 2022).
113. ↑  (EN) Must-Watch: The Most-Streamed TV Shows and Movies This Week, su PCMag Australia, 1º ottobre 2022. URL consultato il 1º maggio 2023 (archiviato dall'url originale il 3 ottobre 2022).
114. ↑  (EN) Erik Gruenwedel, Reelgood: 'Star Wars: Andor' Tops Streaming Chart Through Sept. 28, su Media Play News, 30 settembre 2022. URL consultato il 1º maggio 2023 (archiviato il 3 ottobre 2022).
115. ↑  (EN) Erik Gruenwedel, Reelgood: Disney's 'Hocus Pocus 2' Top-Streamed Content for Week Ended Oct. 5, su Media Play News, 7 ottobre 2022. URL consultato il 1º maggio 2023 (archiviato l'11 ottobre 2022).
116. 1 2  (EN) The most watched movies and TV of the week: It's all a bunch of 'Hocus Pocus, su Mashable, 8 ottobre 2022. URL consultato il 1º maggio 2023 (archiviato dall'url originale l'8 ottobre 2022).
117. ↑  (EN) Erik Gruenwedel, Reelgood: Netflix's 'The Watcher' Tops Streaming Content for Second Consecutive Week, su Media Play News, 28 ottobre 2022. URL consultato il 17 giugno 2023 (archiviato il 28 ottobre 2022).
118. ↑  (EN) Eric Griffith, Must Watch: The Most Streamed TV Shows and Movies This Week, su PCMag UK, 11 novembre 2022. URL consultato il 17 giugno 2023 (archiviato il 14 novembre 2022).
119. ↑   emmys.com,  https://www.emmys.com/shows/andor.
120. ↑  (EN) Tom Williams, 2022 nominations for the BSC's Cinematography in a Television Drama Award announced, su British Cinematographer, 26 gennaio 2023. URL consultato il 24 febbraio 2023 (archiviato il 4 febbraio 2023).
(EN) Helen Parkinson, BSC Awards 2023: A night of cinematic splendour, su British Cinematographer, 13 febbraio 2023. URL consultato il 24 febbraio 2023 (archiviato il 23 febbraio 2023).
121. ↑  (EN) Marcus Jones, 2023 Peabody Awards Nominations Include ‘Andor,’ ‘Fire of Love,’ and More, su IndieWire, 13 aprile 2023. URL consultato il 1º maggio 2023.
122. ↑  (EN) Carolyn Giardina, ‘Everything Everywhere All at Once’ Leads Sound Editors’ Golden Reel Nominations, su The Hollywood Reporter, 9 gennaio 2023. URL consultato il 1º maggio 2023 (archiviato il 9 gennaio 2023).
(EN) Carolyn Giardina, ‘Top Gun: Maverick,’ ‘Elvis,’ ‘All Quiet on the Western Front’ Make Noise at Sound Editors’ Awards, su The Hollywood Reporter, 27 febbraio 2023. URL consultato il 1º maggio 2023 (archiviato il 27 febbraio 2023).
123. ↑  (EN) Carolyn Giardina, ‘Top Gun: Maverick,’ ‘Everything Everywhere All at Once’ Win ACE Eddie Awards, su The Hollywood Reporter, 6 marzo 2023. URL consultato il 1º maggio 2023 (archiviato il 6 marzo 2023).
(EN) Denise Petski, ACE Eddie Awards: ‘Top Gun: Maverick’ & ‘Everything Everywhere’ Take Top Film Honors; ‘The Bear’, ‘Andor’ Among TV Winners — Full List, su Deadline Hollywood, 6 marzo 2023. URL consultato il 1º maggio 2023 (archiviato il 13 marzo 2023).
124. ↑  (EN) Carolyn Giardina, ‘Babylon,’ ‘Everything Everywhere All at Once’ and ‘Glass Onion’ Win Art Directors Guild Awards, su The Hollywood Reporter, 18 febbraio 2023. URL consultato il 24 febbraio 2023 (archiviato il 19 febbraio 2023).
125. ↑  (EN) Alex Ritman, BAFTA TV Awards: ‘This is Going to Hurt,’ ‘The Responder’ Lead Pack of Nominees, su The Hollywood Reporter, 22 marzo 2023. URL consultato il 1º maggio 2023 (archiviato il 22 marzo 2023).
126. ↑  (EN) Kimberly Nordyke, Critics Choice Awards: Full List of Winners, su The Hollywood Reporter, 15 gennaio 2023. URL consultato il 24 febbraio 2023 (archiviato il 16 gennaio 2023).
127. ↑  (EN) Etan Vlessing, ‘Everything Everywhere All at Once’ Wins Big at 2023 Critics Choice Super Awards, su The Hollywood Reporter, 16 marzo 2023. URL consultato il 1º maggio 2023 (archiviato il 16 marzo 2023).
128. ↑  (EN) Kimberly Nordyke, Golden Globes: Full List of Winners, su The Hollywood Reporter, 10 gennaio 2023. URL consultato il 24 febbraio 2023 (archiviato l'11 gennaio 2023).
129. ↑  (EN) Denise Petski, MTV Movie & TV Awards: ‘Top Gun: Maverick’, ‘Stranger Things’, ‘The Last Of Us’ Lead 2023 Nominations — Full List, su Deadline Hollywood, 5 aprile 2023. URL consultato il 1º maggio 2023.
130. ↑  (EN) Steve Pond, ‘Everything Everywhere All at Once’ Named Best Picture at Producers Guild Awards, su The Wrap, 25 febbraio 2023. URL consultato il 1º maggio 2023 (archiviato il 26 febbraio 2023).
131. ↑  (EN) Brent Lang e Ellise Shafer, SAG Awards 2023: ‘Everything Everywhere All at Once’ Dominates, ‘Abbott Elementary’ and ‘The White Lotus’ Win Top TV Prizes, su Variety, 26 febbraio 2023. URL consultato il 1º maggio 2023 (archiviato il 27 febbraio 2023).
132. ↑  (EN) Hilary Lewis, Society of Composers & Lyricists Awards: Oscar Nominees Diane Warren, Son Lux Among Winners, su The Hollywood Reporter, 15 febbraio 2023. URL consultato il 1º maggio 2023 (archiviato il 16 febbraio 2023).
133. ↑  (EN) Carolyn Giardina, ‘Avatar 2’ Sweeps Visual Effects Society Awards Feature Competition, su The Hollywood Reporter, 15 febbraio 2023. URL consultato il 1º maggio 2023 (archiviato il 16 febbraio 2023).
134. ↑  (EN) Tyler Coates, WGA Awards 2023: ‘Abbott Elementary,’ ‘Andor,’ ‘The Bear’ and ‘Severance’ Among New Series Nominees, su The Hollywood Reporter, 11 gennaio 2023. URL consultato il 1º maggio 2023 (archiviato il 12 gennaio 2023).
135. ↑   The 2025 Astra TV Awards Nominations Announced: The Studio, The Last of Us and Severance Lead The Pack, su AwardsRadar. URL consultato il 16 maggio 2025.
136. ↑  (EN) Jordan Moreau e Michael Schneider, Emmy Nominations 2025: ‘Severance’ Leads All Shows With 27 Nods, ‘The Penguin,’ ‘The Studio’ and ‘White Lotus’ Close Behind, su Variety, 15 luglio 2025. URL consultato il 15 luglio 2025.